# Aire métropolitaine de Madrid

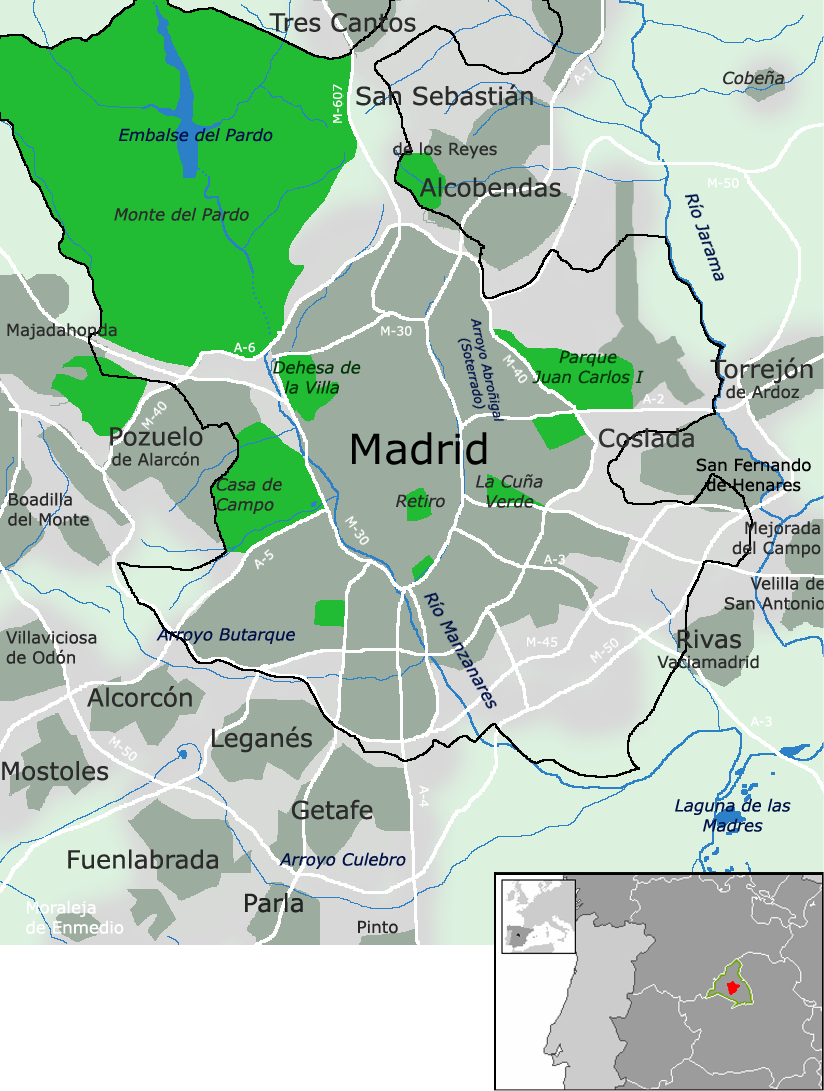
Localisation de l'aire urbaine

L'aire métropolitaine de Madrid s'étend sur 1 739,44 km2 autour de Madrid et compte plus de 6,5 millions d'habitants.
L'aire urbaine est située au centre de la péninsule ibérique autour de la capitale espagnole : Madrid. C'est la région de l'Espagne qui est la plus peuplée, et la quatrième au niveau de l'Europe, après Londres, Moscou et Paris. Toutefois, il n'existe pas de définition juridique concernant l'intégrité des communes. 
La communauté de Madrid fut fondée en 1983. L'article 76 (« Les aires métropolitaines et les entités ») de la loi 2 / du 11 mars 2003 du gouvernement local de Madrid (BOCM du 18 mars 2003), prévoit la création d'aires métropolitaines, comme celle de Madrid et de Barcelone.
Avec un PIB de 189 milliards d'euros l'aire métropolitaine de Madrid représente plus de 90 % du PIB de la communauté autonome de Madrid. Le PIB par habitant en 2009 était estimé à 37 758 euros (30 453 euros pour la communauté autonome).

## Communes
Liste des principales communes constituant l'aire urbaine de Madrid :
- Madrid
- Alcobendas
- Alcorcón
- Boadilla del Monte
- Brunete
- Colmenar Viejo
- Coslada
- Fuenlabrada
- Getafe
- Leganés
- Majadahonda
- Mejorada del Campo
- Móstoles
- Paracuellos de Jarama
- Parla
- Pinto
- Pozuelo de Alarcón
- Rivas-Vaciamadrid
- Las Rozas
- San Fernando de Henares
- San Sebastián de los Reyes
- Torrejón de Ardoz
- Tres Cantos
- Velilla de San Antonio
- Villanueva de la Cañada
- Villanueva del Pardillo
- Villaviciosa de Odón